# Metalasia serrulata
Metalasia serrulata là một loài thực vật có hoa trong họ Cúc. Loài này được P.O.Karis mô tả khoa học đầu tiên năm 1989.